# Nakodar

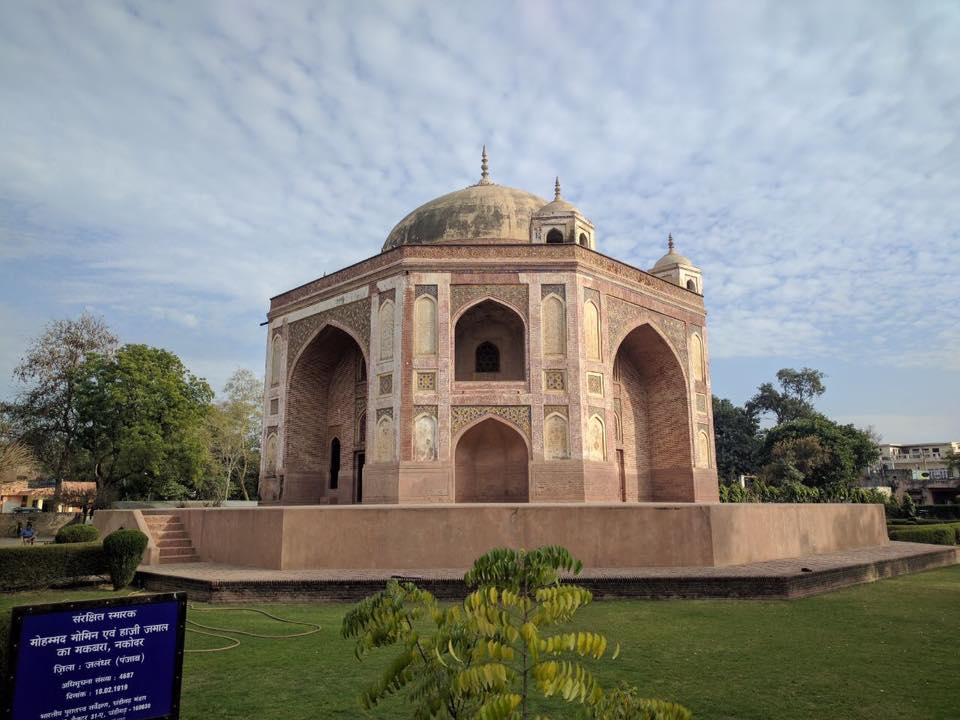
Tombe van Mohammad Momin en Haji Jamal

Nakodar is een nagar panchayat (plaats) in het district Jalandhar van de Indiase staat Punjab.

## Demografie
Volgens de Indiase volkstelling van 2001 wonen er 31.422 mensen in Nakodar, waarvan 53% mannelijk en 47% vrouwelijk is. De plaats heeft een alfabetiseringsgraad van 73%.